# Diamondback (Kings Island)
Diamondback in Kings Island (Mason, Ohio, USA) ist eine Stahlachterbahn vom Modell Hyper Coaster des Herstellers Bolliger & Mabillard, die am 18. April 2009 eröffnet wurde.
Die 22 Mio. US-Dollar teure Strecke erreicht eine Höhe von 70,1 m, eine Länge von 1610 m und besitzt einen 65,5 m hohen First Drop von 74°. Die Höchstgeschwindigkeit beträgt 128,7 km/h.

## Geschichte
Am 11. Oktober 2007 wurde durch das Fällen eines Baumes mit den Bauarbeiten für die Bahn begonnen. Vor Saisoneröffnung 2008 wurde der Schwanenteich, der später das Splashdown-Element beinhalten sollte, trockengelegt und erste Betonfundamente für die Stützen gegossen. Am 6. August wurde Diamondback als größte Investition von Kings Island offiziell angekündigt. Der 70,1 m hohe Lifthill wurde am 30. Oktober fertiggestellt. Am 26. Januar 2009 feierte die Bahn Schienenschluss. Erste Testläufe wurden einen Monat später, am 26. Februar durchgeführt. Am 18. April 2009 wurde Diamondback offiziell eröffnet.

## Züge
Diamondback besitzt drei Züge mit jeweils acht Wagen. In jedem Wagen können vier Personen (eine Reihe) Platz nehmen. Als Rückhaltesystem kommen Schoßbügel zum Einsatz. Die Sitze einer Reihe sind dabei in Form eines V angeordnet, sodass die beiden inneren Sitze leicht vor den beiden äußeren Sitzen sind.